# Sesės
Sesės (lett. "Sorelle") è un film del 2024 scritto, diretto e fotografato da Laurynas Bareiša.

## Trama
Ernesta decide di trascorrere il fine settimana con la sua famiglia e quella di sua sorella Justė nella loro casa sul lago per festeggiare la vittoria del marito in un torneo di arti marziali miste. Un incidente cambierà le loro vite.

## Produzione
Per il film, Bareiša si è ispirato alla leggenda urbana dell'annegamento secco.

## Distribuzione
È stato presentato in anteprima il 10 agosto 2024 in concorso alla 77ª edizione del Locarno Film Festival, venendo poi distribuito nelle sale cinematografiche lituane a partire dal 20 settembre seguente.

## Riconoscimenti
Il film è stato scelto come candidato lituano all'Oscar al miglior film internazionale 2025.
- 2024 – Locarno Film Festival[4]

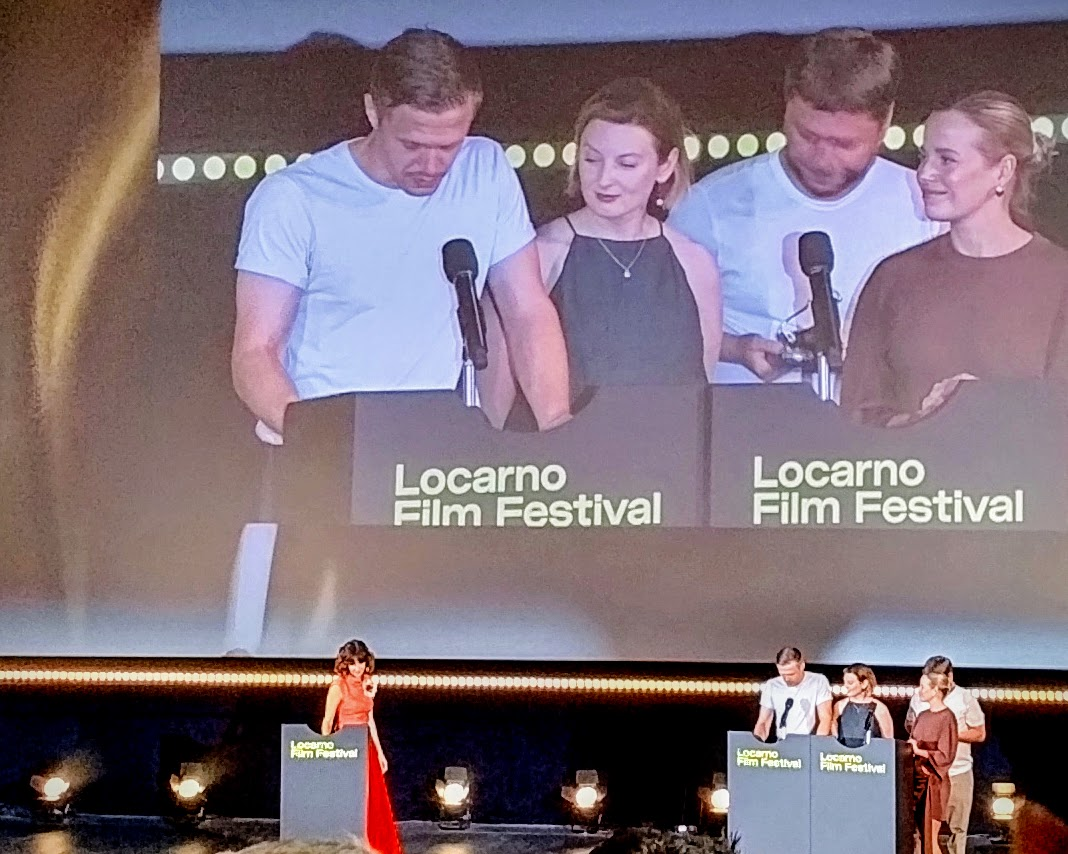
Il cast del film premiato a Locarno.

  - Pardo d'argento per la miglior regia a Laurynas Bareiša
  - Pardo per la miglior interpretazione a Gelminė Glemžaitė, Agnė Kaktaitė, Giedrius Kiela e Paulius Markevičius